# Kastrupgård (Næstved Kommune)
 Der er flere lokaliteter med dette navn, se Kastrupgård.
Kastrupgård er en herregård i Fuglebjerg Sogn, Næstved Kommune og er på 147 hektar og er nu en del af Gunderslevholm Gods.
Katrupgård opstod ved, at de øvrige gårde i landsbyen Skov-Kastrup på et tidspunkt blev nedlagt og lagt under Kastrupgård. Hovedbygningen ligger på et velbevaret voldsted bestående af en borgplads omgivet af voldgrave, der endnu er vandfyldte.
Den gamle bindingsværkshovedbygning brændte i 1946, hvorved man fandt kampestensfundamenter fra en ældre bygning, hvis alder er ukendt. I voldstedets nordvestlige hjørne findes ruiner af et rundt tårn opført af kampesten. Stedets nuværende hovedbygning består reelt af en stor villa i gule mursten. Avlsgården stammer fra 1949.
Kastrupgård ejes af Rolf Viggo de Neergaard og hans søn Claus Johan Thomas de Neergaard. Der er ikke offentlig adgang til godset. 

## Ejere af Kastrupgård
- (-1758) Carl Adolph von Plessen
- (1758-1810) Carl Adolph von Plessen (f. 1747)
- Rolf de Neergaard

|  | Denne artikel om en bygning eller et bygningsværk kan blive bedre, hvis der indsættes et (bedre) billede. Du kan hjælpe ved at afsøge Wikimedia Commons for et passende billede eller lægge et op på Wikimedia Commons med en af de tilladte licenser og indsætte det i artiklen. |

55°19′19″N 11°34′11″Ø / 55.3219°N 11.5697°Ø